# Alegoría de la Paciencia (Vasari)
Alegoría de la Paciencia (en italiano: L'Allegoria della Pazienza) es una pintura de c. 1552 de Giorgio Vasari, con aportaciones de Miguel Ángel, para el obispo de Arezzo Bernadetto Minerbetti.

## Descripción
El cuadro representa una personificación de la Paciencia. La figura femenina semidesnuda, con los brazos apretados sobre el cuerpo, quizá en señal de pudor o "acurrucada"  y "tiritando"  por el frío, mira hacia abajo y observa cómo un reloj de agua erosiona lentamente una piedra con la inscripción en latín. DIVTVRNA TOLERANTIA o "paciencia permanente", que probablemente sea una referencia a De Inventione de Cicerón. El paisaje de atrás, con edificios pero sin figuras, y en  "turquesa helada", se ve invertido por la refracción en el recipiente de agua. El cabello trenzado de la figura brilla a la luz, sobre un fondo de cielo melancólico y sombrío. Según la National Gallery, "la monumentalidad de la figura y los colores iridiscentes son deudores de Miguel Ángel"; Matthias Wivel (conservador de esa galería) destaca también la "exposición emocional que [Miguel Ángel] propugnaba".

## Correspondencia
En una copia de una carta del artista fechada el 14 de noviembre de 1551, realizada por su sobrino Giorgio Vasari el Joven, Vasari informaba a su mecenas Bernadetto Minerbetti, obispo de Arezzo (ciudad natal de Vasari), de sus reuniones con Miguel Ángel para acordar una representación adecuada de la Paciencia. Aunque el dibujo que la acompaña se ha perdido, la carta describe con cierto detalle una figura femenina "de mediana edad", medio vestida para parecer a medio camino entre la Riqueza y la Pobreza, atada a una piedra por el pie, "para ofender menos a sus partes más nobles", pero con los brazos libres, para que pueda liberarse, aunque prefiere señalar con ellos que esperará a que el agua desgaste la piedra y la libere. Mientras que en lo que respecta a la cadena, la Alegoría del Palacio Pitti atribuida por primera vez a Vasari por Hermann Voss parece corresponder más estrechamente a esta visión, la presencia de la frase en latín (con un pentimento), seleccionada con la aportación de Annibale Caro, la propia ausencia de vínculos físicos, que subraya su elección y virtù, y la clara función de la urna como clepsidra contribuyen a la identificación.

## Procedencia
La pintura fue adquirida por el inversor Gary Klesch y su esposa Anita e identificada como Alegoría de la paciencia de Vasari por Carlo Falciani, historiador del arte de la Academia de Bellas Artes de Florencia.